# 隆恩埔戰役
隆恩埔戰役為1895年乙未戰爭中的一場戰役，發生於今新北市三峽區隆恩埔；當時日軍近衛師團特務曹長櫻井茂夫率領的水路運送隊共39員遭遇三角湧客籍抗日義軍伏擊，幾乎全軍覆沒，共35人戰死，僅有4名兵卒倖免脫逃。

## 背景
1895年4月，清廷因甲午戰爭戰敗，簽下了馬關條約，將福建台灣省（含澎湖廳）割讓給日本。為圖自救，台灣官員與士紳推動成立台灣民主國。同年5月29日，日軍近衛師團登陸澳底，爆發乙未戰爭。6月11日，日軍進駐臺北。6月下旬，日軍在推進至桃園、新竹的過程中，遭遇以胡嘉猷、吳湯興、姜紹祖、徐驤為首的抗日義軍伏擊，勢力稍挫。
7月10日，近衛師團長北白川宮能久親王命令山根信成少將率領一部分臺北地區的部隊於12日出發，從大嵙崁溪兩岸及兵站線，分三路前進，掃蕩潛伏在新竹以東、大嵙崁、三角湧一帶的反抗軍。預定三日後在龍潭坡會合，再前進到達新竹支援。

## 過程
7月12日，日軍近衛師團步兵第三聯隊第二大隊第六中隊特務曹長櫻井茂夫率領之「水路運送隊」共35名，自台北沿大嵙崁溪水路運送糧食，當夜停泊於三角湧隆恩埔。7月13日清晨五時，船隊解纜往大嵙崁航行，才前進數百公尺，便遭遇遭到蘇力、蘇俊、林久遠、陳小埤等人為首的二百餘名三角湧抗日義軍奇襲。
經數小時的激烈戰鬥後，日軍水路運送隊幾乎全隊覆滅，僅有4名兵卒倖免脫逃。其中3名傷者於當日中午前後投靠沿大嵙崁溪左岸前進，亦遭受另一批抗日軍襲擊的第七中隊；另一人則於第二天早晨抵達海山口。

### 不同版本
二戰後三峽許多耆老的說法為：三角湧客家義勇軍接獲抗日義勇軍通知，得知日軍以水運方式運輸後勤彈藥與食物會經過今三峽與鶯歌交接觸的流域時，客家義勇軍結合部分隆恩埔原住民配以長刀、自製竹刀與弓箭在南靖莊埋伏，7月12日清晨4點多，發現日軍水路運送隊40名士兵，客家義勇軍躲在暗處先以弓箭射擊，部分日軍見狀持槍反擊，但天色昏暗無法得知埋伏義勇軍，加上部分日本士兵中箭而紛紛棄船逃離，而逃亡的日本士兵登岸後往一片樹叢（位於今國立臺北大學人文學院至球場一帶）移走，將近百餘人的義勇軍紛紛持大刀等武器開始殺紅了眼追擊日本士兵，並發生近身短兵廝殺，日方兵力單薄不敵百餘人義勇軍，一一被亂刀砍死並棄之於此，惟義勇軍商議後將日本士兵埋葬與此，藉以湮滅證物以防日軍報復，然而因為樹叢掩蔽仍有數名日本兵倖免脫逃。日軍在得知此事後以屠殺百姓作報復。

## 影響與評價
在乙未戰爭中，「隆恩埔戰役」是日軍入主台北城後單次犧牲最慘重的戰役。而同日稍後發生，且延續數日的「分水崙戰役」則規模更大，戰鬥更為慘烈。此兩役可謂讓日本人知道台灣漢人抗日決心的決定性戰役。

## 紀念碑

### 表忠碑

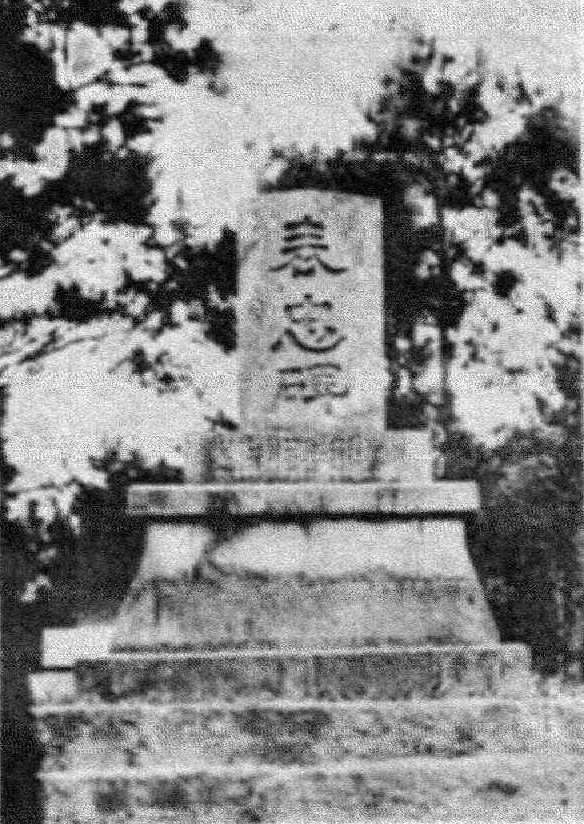
三峽表忠碑

在戰役過後，在鄉軍人會臺北支部海山分會決定集資設立表忠碑以紀念，表忠碑設置在鳶山中腹，並在1923年11月25日舉行除幕式落成，表忠碑為高11呎的士林產花崗岩，碑名及碑文由時任臺灣軍司令官福田雅太郎題字及撰寫，由臺北的石匠藤原光藏雕刻，之後每年7月13日在碑前舉行紀念祭典。於1927年，表忠碑附近一帶被整地開闢為三峽公園。此表忠碑的殘跡於2013年在三峽中山公園被發現。表忠碑之碑文如下：
嗚呼！鬼神泣壯烈者，三角湧血戰之事跡也。臺灣鎮撫之時，坊城支隊徇大嵙坎溪諸邑，特務曹長櫻井茂夫等三十九名，蹴舟運餉，敵欲絕糧道，兩岸夾擊我舟，應戰悉殪，生存者僅四名，孰無不創痍矣？時明治二十八年七月十三日也。臺灣軍司令官陸軍大將福田雅太郎勒石以表其忠勇云。

### 戰役紀念碑
1936年，隆恩埔戰役戰場的隆恩埔舊河道設立了戰蹟紀念碑，此碑原址位於國立臺北大學三峽校區內，北大校門口右側。(原為鎮民王淑美女士所有之農田)。。

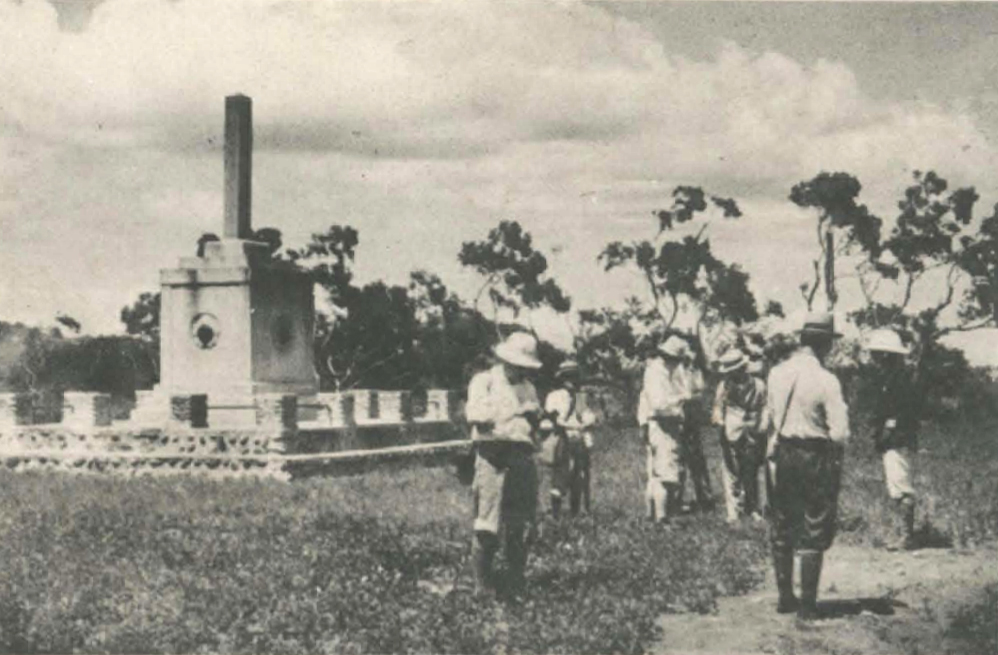
隆恩埔戰役紀念碑

## 日方人員
| 姓名         | 兵等     | 籍貫   | 生死狀況                            |
| ------------ | -------- | ------ | ----------------------------------- |
| 櫻井茂夫     | 特務軍曹 | 茨城   | 1895年7月13日戰死                   |
| 江橋勇次郎   | 一等軍曹 | 茨城   | 1895年7月13日戰死                   |
| 寺崎伊之助   | 上等兵   | 滋賀   | 1895年7月13日戰死                   |
| 武田彌太郎   | 一等卒   | 鹿兒島 | 1895年7月13日戰死                   |
| 飯塚善太郎   | 一等卒   | 靜岡   | 1895年7月13日戰死                   |
| 赤尾松次郎   | 一等卒   | 滋賀   | 1895年7月13日戰死                   |
| 芳倉末吉     | 上等兵   | 奈良   | 1895年7月13日戰死                   |
| 吉村善市     | 一等卒   | 長崎   | 1895年7月13日戰死                   |
| 白井松三郎   | 一等卒   | 愛媛   | 1895年7月13日戰死                   |
| 小野寺德次郎 | 一等卒   | 岩手   | 1895年7月13日戰死                   |
| 堀內勝太郎   | 一等卒   | 奈良   | 1895年7月13日戰死                   |
| 漥田由太     | 一等卒   | 長野   | 1895年7月13日戰死                   |
| 大溝安之助   | 一等卒   | 岐阜   | 1895年7月13日戰死                   |
| 岩澤太九郎   | 一等卒   | 神奈川 | 1895年7月13日戰死                   |
| 岩田鎮       | 一等卒   | 愛知   | 1895年7月13日戰死                   |
| 松野增吉     | 一等卒   | 德島   | 1895年7月13日戰死                   |
| 岩崎方次郎   | 一等卒   | 滋賀   | 1895年7月13日戰死                   |
| 岡田捨吉     | 一等卒   | 滋賀   | 1895年7月13日戰死                   |
| 高山九八郎   | 二等卒   | 石川   | 1895年7月13日戰死                   |
| 鈴木福太郎   | 一等卒   | 新瀉   | 1895年7月13日戰死                   |
| 平野信次郎   | 一等卒   | 愛知   | 1895年7月13日戰死                   |
| 神谷菊次郎   | 一等卒   | 京都   | 1895年7月13日戰死                   |
| 岩淵末吉     | 一等卒   | 千葉   | 1895年7月13日戰死                   |
| 安部菊松     | 一等卒   | 福島   | 1895年7月13日戰死                   |
| 中村清右衛門 | 一等卒   | 富山   | 1895年7月13日戰死                   |
| 岡田佐吉     | 一等卒   | 京都   | 1895年7月13日戰死                   |
| 神田清八     | 一等卒   | 新瀉   | 1895年7月13日戰死                   |
| 豐幾新太郎   | 二等卒   | 廣島   | 1895年7月13日戰死                   |
| 今關久吉郎   | 二等卒   | 島根   | 1895年7月13日戰死                   |
| 松尾美之吉   | 二等卒   | 大阪   | 1895年7月13日戰死                   |
| 田中石松     | 二等卒   | 大阪   | 生存                                |
| 中村定次郎   | 二等卒   | 福島   | 1895年7月13日戰死                   |
| 山崎運平     | 一等卒   | 新瀉   | 生存                                |
| 水島清左衛門 | 一等卒   | 福島   | 負傷，臺北病院1895年8月18日去世     |
| 奧田覺太郎   | 二等卒   | 大阪   | 負傷，東京予備病院1895年8月18日去世 |
| 大隅松次郎   | 二等卒   | 岡山   | 戰死                                |
| 大江長三郎   | 一等軍曹 | 新瀉   | 1895年7月13日戰死                   |
| 渡邊吉太郎   | 上等兵   | 愛知   | 1895年7月13日戰死                   |
| 渡邊丑藏     | 一等卒   | 千葉   | 1895年7月13日戰死                   |

## 相關作品
- 小說《日出三角湧》，王湘琦著，台灣，聯合文學出版社，2018年1月